# Saugnacq-et-Muret
Saugnacq-et-Muret é uma comuna francesa na região administrativa da Nova Aquitânia, no departamento Landes. Estende-se por uma área de 105 km². Em 2010 a comuna tinha 1 090 habitantes (densidade: 10,4 hab./km²).